# Centro histórico de Tlalpan
Villa de Tlalpan, San Agustín de las Cuevas, Ciudad de Tlalpan o, como es más conocida hoy, Tlalpan es uno de los 12 pueblos de la alcaldía Tlalpan de las poblaciones más antiguas del Distrito Federal, incluso anterior a la Ciudad de México. Fue una de las ciudades principales del sur del valle de México en la época prehispánica, fundada al igual por indígenas Nahuas xochimilcas como por tepanecas. Estuvo bajo ambos señoríos, hasta que junto con Xochimilco fue conquistada por los mexicas tenochcas. Como otras tantas ciudades se alió a los españoles contra los mexicas. Luego de la conquista volvió a estar bajo la jurisdicción de Xochimilco, hasta que se fue elevado a villa con el nombre de San Agustín de las Cuevas y se le dio un territorio propio. Después de la independencia, al crearse el Distrito Federal en 1824, fue la tercera capital del Estado de México y elevada a la categoría de Ciudad, pero al estar muy cerca de la Ciudad de México se mudaron los poderes estatales a la ciudad de Toluca de Lerdo. En el siglo XX se le volvió a nombrar comúnmente solo como Tlalpan. Hoy en día es referida por muchos como una simple colonia o barrio de la Ciudad de México con gran atractivo turístico.
Oficialmente no se llama o existe el Centro histórico de Tlalpan. El nombre oficial es Zona Centro de Tlalpan como lo indica el decreto de creación y el programa de desarrollo de esa Zona Especial de Desarrollo.

## Historia

### Época Prehispánica

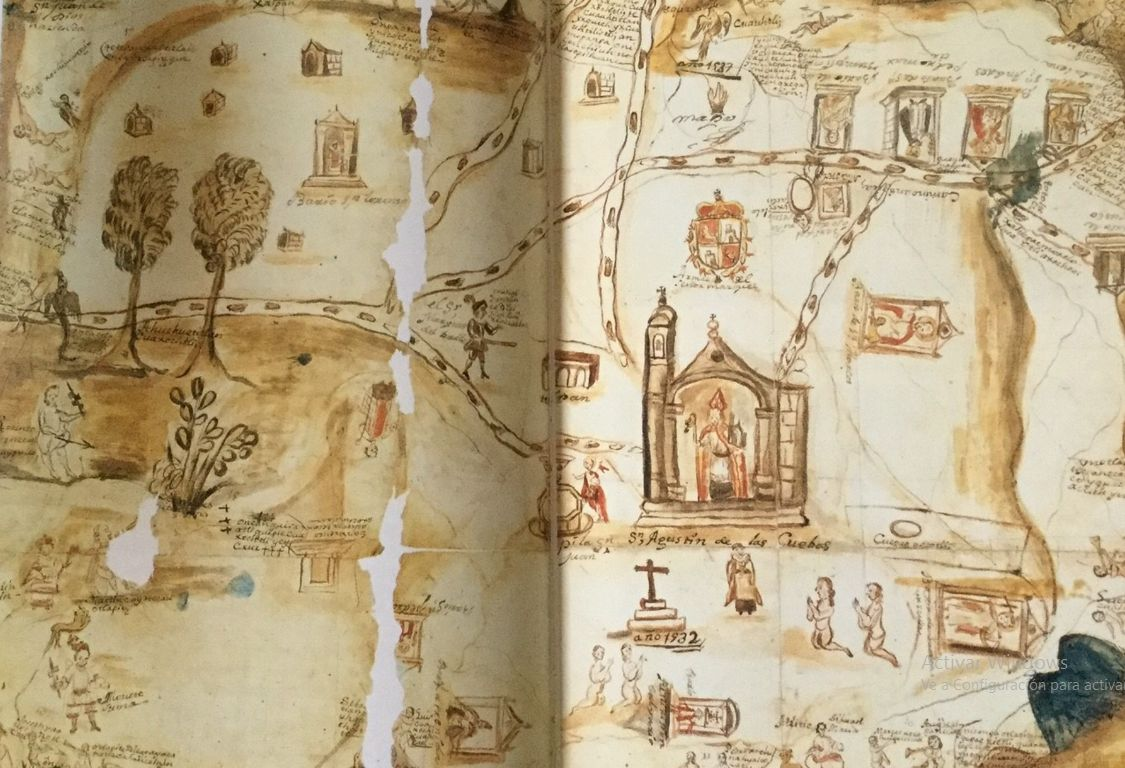
San Agustín de las Cuevas 1532

No se sabe nada sobre la fecha exacta de su fundación, pero Tlalpan ciertamente se formó sobre la base de población nahua xochimilca proveniente de Topilejo y de nahuas tepanecas de Coyoacán que procedían a su vez del Altépetl de Azcapotzalco. Por lo que sabe, Tlalpan era un pueblo de frontera entre ambos grupos por lo que cambió de manos muchas veces antes de que existiera la Ciudad de México, ya que se le menciona en varios relatos anteriores a la llegada de los mexicas. En 1430 el Huey Tlatoani mexica tenochca conquistó el Altépetl de Xochimilco y en 1431 el de Coyoacán, por lo que Tlalpan quedó bajo dominio de los mexicas, aunque en la práctica lo estaba bajo el dominio directo de Xochimilco.
En 1432 los mexicas mandaron a los xochimilcas, coyoacanenses y otros grupos hacer una calzada que comunicara el sur de México-Tenochtitlan con Tlalpan. Esa vía recibiría el nombre de Calzada de Tlalpan. ; Aunque su traza era recta, tenía varias bifurcaciones, de norte a sur la primera era hacia Mexicaltzingo e Iztapalapa, más al sur tenía otra bifurcación a Coyoacán y siguiendo de frente más al sur en Tlalpan. Esta calzada estaba construida básicamente de piedra, maderas y arcilla, sin muchas compuertas o puentes defensivos ya que tenía como segunda misión mantener separadas las aguas salobres del norte del lago de Texcoco de las aguas al sur que eran dulces. Esa calzada de unos 20 m de ancho hizo que Tlalpan empezara a ser una población importante en la política mexica, lo que repercutió en el aumento de su población.

### Conquista Española
Durante la Conquista española, Tlalpan como parte del altépetl xochimilca se mantuvo inicialmente leal a los mexicas, pero ya durante el Sitio de México-Tenochtitlán se unió a los xochimilcas y españoles en contra de los mexicas. Por eso al concluir la guerra el pueblo fue recompensado con cierta autonomía, aunque siguió de inicio controlado por Xochimilco entre 1530 a 1540. Algunas fuentes indican que luego de 1529 al concederse el marquesado del Valle de Oaxaca a Hernán Cortés, por la cercanía que tenía con la Villa Coyoacán, Tlalpan fue adscripta a esa villa, por lo cual dejó definitivamente de depender de Xochimilco. Bajo esa administración se sabe que Tlalpan debía hacer tequio para Coyoacán y que en 1532 y en 1555 realizaron obras en los albarradones bajo el mando de Coyoacán. Tlalpan recibió a los primeros misioneros franciscanos, que construyeron la ermita dedicada a la virgen del Rosario. Este templo rápidamente fue insuficiente y entonces se construyó el dedicado a San Agustín de Hipona a quien también dedicaron la población, A mediados de la segunda mitad del siglo XVI, los franciscanos son sustituidos por dominicos que construyen el convento anexo al templo de San Agustín, además de otros como los templos de Santa María Tepepan, el de San Pedro Apóstol y la Capilla del Calvario.

### Época Colonial

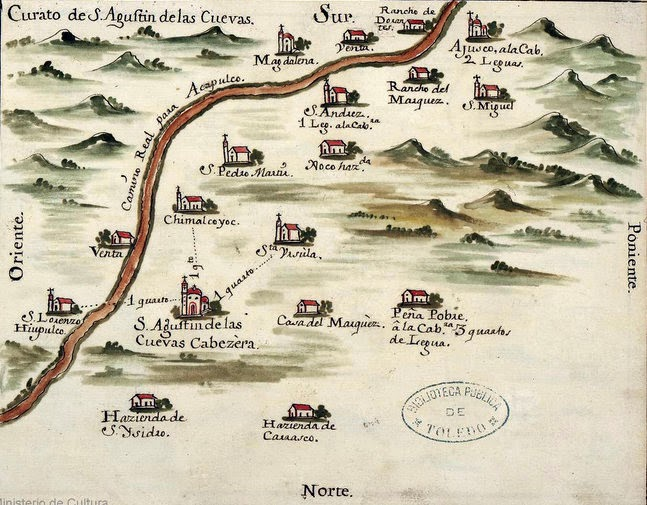
Curato de San Agustín de las Cuevas

Al entrar el siglo XVII, Tlalpan ya era una población con su propio gobierno, una República de Indios con un gobernador y diez alcaldes, quienes desde entonces se encargaron de la organización de las fiestas patronales de Tlalpan dedicadas a San Agustín de Hipona, esas fiestas fueron de una gran importancia en el valle de México al punto de que muchos habitantes de la Ciudad de México y otros lugares cercanos y lejanos se trasladaran hasta la población para asistir a ellas, eso en parte era debido a que Tlalpan era uno de los puntos clave en el recorrido de las mercancías de la Nao de China, aunque al ser una población secundaria no disfrutaba del prestigio y embellecimiento que estaba recibiendo Coyoacánen ese momento, por eso el 28 de agosto de 1645 el virrey García Sarmiento de Sotomayor durante las fiestas hizo el nombramiento oficial de la población a Villa y la renombró como Villa de San Agustín de las Cuevas, por lo cual desde ese momento fue cabeza de un territorio que abarcaba hasta la población de Parres El Guardaen el sur, al norte con la Villa Coyoacán en lo que son los Pedregales, hacia oriente y occidente mantuvo una disputa permanente con Coyoacán y Xochimilco durante todo el virreinato y parte del siglo XIX.
Uno de los motivos que hizo ponerle ese nombre fue que en el pedregal que le rodeaba y que se había formado por la eructación del Volcán Xitle, se habían formado varias cuevas por el escurrimiento cubierto de los flujos de lava, entre ellas se conocen algunas como la Cueva del Gallinazo, la de Aile (Aire), el Diablo, la Monja, Tzoncuicuilco, el Jazmín y las más grandes, las Grutas de Pedro el Negro, que formaban un conjunto de cuevas con salidas a todo el rededor de la población, donde se ocultaban asaltantes de caminos, como los asaltantes que ayudaron a los estadounidenses a atravesarlas y así evitar combate en la guerra méxico-estadounidense de 1847, la mayoría de esas cuevas han sido obstruidas, rellenadas o destruidas para poder cimentar las nuevas construcciones.
En 1710 el templo y convento de San Agustín dejó de depender eclesiásticamente de Coyoacán convirtiéndose en parroquia del Arzobispado Primado de México con varios pueblos, ranchos y haciendas dependientes como Peña Pobre, Jocco de la cual se formaría el pueblo de San Andrés Totoltepec y San Juan de Dios; de entre los ranchos tenemos a Ojo de Agua, Santa Ursula, Cuautla, Carrasco y  El Arenal,
Como parte de la Guerra de Independencia poco se puede decir de actividades militares, lo más usual es el paso de los contingentes realistas y de que el pueblo albergó una guarnición militar, era uno de los pasos obligados a la Ciudad de México y por eso se puso una garita de revisión de pasaportes para los viajeros que deseaban salir o entrar a la Ciudad de México, eso junto a San Pedro Cuajimalpa y Cuautitlán, de lo poco destacable esta la participación de 30 vecinos organizados por los hacendados como parte del ejército realista en la batalla del Monte de las Cruces en 1810, el asalto a un hijo del hacendado Gabriel de Yermo por parte de un salteador llamado Pedro Rojas "el Negro" quien lo mató, por ese hecho el gobernador mexiquense Lorenzo de Zavala le puso su nombre a un calle de Tlalpan y se llamaron las cuevas que rodeaban a Tlalpan (Grutas de Pedro el Negro), Además está el paso y estadía de José María Morelos y Pavón el 21 de noviembre de 1815 luego de ser capturado, cuando era llevado a la Ciudad de México para ser juzgado, ese día fue recibido por muchos de los vecinos que vitoreaban a las tropas realistas.
Por su tranquilidad, el lago de Texcoco y su clima cálido desde el siglo XVII Tlalpan se destacó como sitio de descanso, para entonces su relativa cercanía, unas tres horas de viaje por la Calzada de Tlalpan o cinco por medio de barco a remos o a vela lo hacían junto con Tacubaya, Coyoacán y San Ángel uno de los lugares predilectos de la élite de la Ciudad de México donde llegaron a hacer grandes casonas con la infraestructura necesaria para darles la misma comodidad que tenían en la Ciudad de México.

### SigloXIX
Para 1813 las leyes coloniales habían modificado el régimen político de la Nueva España y habían desaparecido del derecho pero no del hecho las repúblicas indianas, las cuales seguían rigiendo con sus propias costumbres los nuevos ayuntamientos emanados de la Constitución de Cádiz de 1812, por eso al entrar al México Independiente la población de Tlalpan entró como un ayuntamiento y a la vez cabecera del Partido de San Agustín de las Cuevas (formado por los ayuntamientos de Xochimilco, Tulyehualco, Milpa Alta, Coyoacán, San Ángel y el propio San Agustín), perteneciente al Distrito de México cuya capital era la Ciudad de México, pero al formalizarse la residencia de los poderes federales en la Ciudad de México y formarse el Distrito Federal, el estado de México debió mudar su capital estatal y distrital, de esta manera la ciudad de Texcoco fue elegida capital estatal en 1825 y Tlalpan fue erigida como capital del Distrito de México, pero luego en 1828 la capital estatal fue de nuevo mudada, esta vez a San Agustín de las Cuevas, la cual por decreto de la legislatura estatal y luego la federal recibió el grado de ciudad con un nuevo nombre, Ciudad de Tlalpan convirtiéndose en capital estatal y distrital a la vez.
Para aumentar su prestigio el gobierno estatal estableció su propia Casa de Moneda en la nueva ciudad (en aquella época cada estado de la federación o particular autorizado podía hacer su propia moneda), así como el Instituto Literario de Tlalpan antecesor de la Universidad Autónoma del Estado de México, además de muchas otras obras públicas que embellecieron la población, pero en 1830 ante los problemas que ocasionaba la cercanía de ambas capitales, la federal y estatal, la capital estatal fue mudada a la ciudad de Toluca donde aún permanece, por eso en un nuevo arreglo se volvió cabeza de Partido junto con los partidos de Tlalnepantla, Zumpango y Cuautitlán, que en conjunto formaron el Distrito de México Oeste, en la primera mitad del siglo XIX esta división fue múltiples veces modificada entre los vaivenes políticos federales y centralistas, pero sobre todo en los federales, por ejemplo, el Distrito de México no siempre excluía al Distrito Federal, no siempre incluía municipios del valle de Cuautitlán como en el decreto del Antonio López de Santa Anna del 16 de febrero de 1854 en donde se aumentó la extensión territorial del Distrito de México y donde se incluía al Distrito Federal y se agregaba Tlalnepantla,  y cuya capital Distrital estaba en la ciudad de Mexicaltzingo.
De esta manera Tlalpan ganó varios de los grandes edificios que tiene y aumentó su popularidad como una población de recreo para las personas acomodadas de la capital federal, como una de las puertas de la Ciudad de México, Tlalpan fue una de las poblaciones tomadas por el ejército de los EE. UU. en la Guerra de 1847, pero no avanzaron por la calzada al ver que estaba rodeada de agua y zonas pantanosas, luego tanto en la guerra nacida del Plan de Ayutla como de la guerra de Reforma la ciudad fue constantemente sometida a tiroteos por tropas de uno y otro bando, las cuales intentaban tomar el control sobre el menguado comercio y los impuestos que se hacían entre el valle de Cuernavaca y el valle de México, además como muchas otras zonas de las sierras circundantes al valle de México se vio azotada por gavillas de asaltantes, formadas tanto por civiles como por militares. Al término de la guerra de Reforma, Tlalpan fue sede del poder ejecutivo que ostentaba el general Juan Álvarez en forma provisional.
Durante la llamada Segunda intervención francesa en México, Tlalpan continuo siendo un sitio de esparcimiento, a donde en varias ocasiones pernoctaron los llamados Emperadores Mexicanos, eso a pesar de que como en las guerras anteriores fuera foco de constantes combates entre las fuerzas, al final de la intervención Tlalpan fue asediada por fuerzas Republicanas quienes la terminaron tomando por la fuerza para así poner sitio a la Ciudad de México (1867). Un poco antes en 1861 el presidente Benito Juárez había dado la concesión para una línea cuya traza sería México – Tacubaya – Mixcoac – San Ángel – Tlalpan – Coyoacán – Xochimilco - Chalco, esa línea debía ser completada en ocho meses y debía costar cerca de dos millones de pesos de entonces, pero en 1868 aún no se concluía a pesar de que los trabajos no se habían interrumpido durante la Intervención, la vía y el servicio hasta Mixcoac fue inaugurada por Maximiliano en 1865, esta obra llegó a la ciudad en 1872 dos años después de que llegara el tren que corría por la Calzada de Tlalpan y cuyos patios de depósito y maniobra se pusieron al oriente de la población, hoy en día solo queda el edificio de la estación, esta última línea fue convertida a Tracción de Sangre (Tranvía de Mulitas) en 1880 ya que el costo de mantenimiento de los trenes era muy alto, en cuanto a lo político en 1861, Tlalpan fue convertida en cabecera de una Prefectura por lo que perdió a su presidente municipal. En el plano económico se da el asiento de diferentes industrias que gracias a los afluentes que caen de la sierra o a máquinas de vapor ven en el sitio un lugar propicio para sus actividades, muchas de ellas se instalan al poniente de la ciudad.
En 1898 en pleno periodo porfirista se cumple la promesa del Plan de Tuxtepec y se reforman diferentes leyes y se llevan a cabo tratados con el estado de México y con el estado de Morelos para definir las fronteras del Distrito Federal y reorganizarlo, por esos tratados Tlalpan limita bien sus fronteras con Xochimilco y Coyoacán, así como su frontera con el estado de Morelos con el cual tenía una muy vieja rencilla sobre el límite en la Sierra de Ajusco-Chichinauhtzin, además es nombrado capital distrital, formando su distrito los municipios de Tlalpan e Iztapalapa. En esa misma fecha inician los trabajos de electrificación de la ciudad y el tranvía de mulitas que corría por la calzada de Tlalpan, al llegar la energía eléctrica empieza la introducción del drenaje que era sacado por bombas al río Churubusco.

### sigloXX
En 1900 con la preparación de las fiestas del centenario se construye entre otras cosas, el mercado de La Paz, el cual es construido con el apoyo de los vecinos quienes aportan mano de obra y materiales, ya en plena revolución Tlalpan se vuelve a distinguir como cuartel militar, que ocupa diferentes edificios, entre ellos la Casa de Moneda que albergaba la Escuela Militar de Aspirantes de Tlalpan que participó en la Decena Trágica al lado de los levantados en armas, además de eso la región a su alrededor se vuelve centro de actividades de asaltantes quienes en muchos casos se presentan o son de plano miembros de las fuerzas armadas que intervienen en el conflicto, en esta zona los combates entre fuerzas zapatistas y constitucionalistas se vuelven recurrentes por lo que el comercio sobre todo de víveres se vuelve muy problemático, así como el cultivo de la tierra, sobre todo por el miedo a la Leva, por lo que se dan periodos de hambruna, incluso un pozo con su tanque y bomba eléctrica de agua que había sido instalada a las afueras de la ciudad para brindar agua por gravedad es dinamitada por los zapatistas, en esa zona se distinguen los generales zapatistas Valentín y Manuel Reyes Nava, originarios del pueblo de Santo Tomás Ajusco, quienes se distinguieron por su ferocidad hacia la población civil.
En 1920 se hacen los primeros estudios de la zona Arqueológica de Cuicuilco por Manuel Gamio, los cuales serían reiniciados en 1960 para descubrir la zona, poco después se amplían los estudios a la Villa Olímpica Insurgente Miguel Hidalgo y Costilla, que se estaba construyendo para los XIX Juegos Olímpicos en México.
Terminada la etapa armada de la Revolución Mexicana, Tlalpan vuelve a su papel de centro turístico e industrial, volviéndose residencia de invierno de muchos de los jefes revolucionarios quienes toman combinando la fuerza y el dinero diversas casonas y haciendas de la ciudad de Tlalpan, como ocurrió con la Casa de Moneda que fuera dada a una iglesia de las llamadas protestantes por Álvaro Obregón para que fuera centro misionero. Durante la Guerra Cristera en 1928 se da la expulsión de la Casa de las Campanas de las monjas de la orden de las Madres Capuchinas, de entre ellas estuvo la llamada Madre Conchita quien estuviera involucrada en el asesinato de Álvaro Obregón ese mismo año, la parte acusadora en el proceso indicó que esa expulsión fue uno de los motivos que la indujo a fraguar el magnicidio.
Con la apertura de la Carretera Federal 95, conocida como México – Acapulco en 1927, se incrementa la invasión y fraccionamiento de terrenos en diferentes zonas aledañas con lo cual se da un crecimiento desordenado que poco a poco acaba con las zonas naturales, como las llamadas cuevas que existían en sus alrededores, entre 1943 y 1954 con la construcción de la Ciudad Universitaria se inicia la ampliación de la avenida de los Insurgentes al sur del Pedregal de San Jerónimo que en la década de los sesenta da paso a la expropiación de varias propiedades al poniente de la ciudad de Tlalpan, mismas que no pueden ser detenidas por sus habitantes ya que los juicios de amparo eran emitidos para una propiedad en una población llamada Ciudad de Tlalpan y no eran reconocidos, las autoridades argumentaban que solo existía una población de nombre Tlalpan, por esos mismos problemas y obras se abrió el llamado Viaducto Tlalpan pasando al oriente de la ciudad y fuera de esta, construida en diagonal con respecto a la Calzada de Tlalpan desde el cruce con la Calzada del Hueso permitió ampliar la salida a la Carretera Federal 95 y a la vez dar el afluente necesario para los desarrollos inmobiliarios al poniente de ella, así como la construcción del Estadio Azteca, a la vez entre 1949 y 1953 se cambia el sistema de tranvías eléctricos que corren por la calzada de Tlalpan. Como contraste el 28 de septiembre de 1936 se abre el parque nacional Fuentes Brotantes de Tlalpan.
Entre 1950 y 1970 las zonas aledañas a la ciudad de Tlalpan se urbanizan aceleradamente, perdiéndose en el proceso muchas de las trazas originales de los pueblos y barrios aledaños, los cuales desde entonces son llamados colonias, por ese acelerado desarrollo el 1 de agosto de 1970 se inaugura la Línea 2 del Metro que elimina hasta Taxqueña el servicio de tranvías eléctricos, los cuales siguen llegan al centro de Tlalpan, los cuales en 1986 son en parte eliminados por el Tren ligero de la Ciudad de México, hasta 1994 dio servicio la ruta de tranvías entre la estación Estadio Azteca y Tlalpan.
El 5 de diciembre de 1986 fue declarada la Zona Centro de Tlalpan, como Zona de Monumentos Históricos bajo protección del Instituto Nacional de Antropología e Historia.

### sigloXXI
El 19 de junio de 2005 se inaugura sobre la avenida de los Insurgentes la Línea 1 del Metrobús entre Indios Verdes y Doctor Gálvez, misma que se extenderá el 13 de marzo de 2008 hasta el Monumento al Caminero, siendo las estaciones Corregidora, Ayuntamiento, Fuentes Brotantes y Santa Úrsula las más cercanas a la población.

## Delimitación
El centro histórico de Tlalpan, está delimitado al norte por la Av. San Fernando, al oriente por la Calzada de Tlalpan y al sur y poniente por la Av. Insurgentes Sur.

## Equipamiento e infraestructura urbana

### Abasto
Mercado de la Paz
Construido durante el porfiriato en 1900, siendo uno de los pocos mercados públicos de este período. Es un edificio de tres frentes colindando al norte con el edificio delegacional. Sus fachadas son de ladrillo rojo recocido con un basamento de piedra basáltica.

### Educación
Existe en Tlalpan una gran oferta educativa. Existen planteles de educación preescolar, básica y especial.
Escuela Secundaria Diurna 29 "Don Miguel Hidalgo y Costilla"
El edificio que alberga la escuela cuenta con una historia relevante para la colonia. Data del siglo XVI albergando inicialmente al hospicio de los misioneros Dieguinos.
En 1828 se instala la Casa de Moneda Estatal, dando nombre a la actual calle donde se sitúa el edificio. Durante el siglo XIX, momento de gran inestabilidad política en el país, fue tomada por tropas extranjeras durante la invasión norteamericana, fue cuartel de las tropas juaristas, y posiblemente fungió como hospedaje para la emperatriz Carlota en el trayecto a su casa de descanso en Cuernavaca. De este período se conserva la magnífica fachada almenada y decorada con relieves en argamasa que representan motivos florales y en la esquina, un águila bicéfala, emblema de los Habsburgo. Las puertas de grandes dimensiones para que entraran los carruajes tirados por caballos tienen portadas con jambas adosadas y cerramientos en cantera, pretil almenado a cada lado del eje central, un entablamiento ricamente decorado como remate y una venera sobre la cual se encuentra una placa en la que debió existir un escudo adornado con una cenefa con motivos en forma de fuente y brocal. Las ventanas presentan entablamientos con adornos labrados en cantera.
Durante la Revolución Mexicana sirvió como cuartel zapatista. Fue además sala de jurados del Estado de México, cárcel municipal y sede de batallones del ejército mexicano. Otras leyendas cuentan que también esta secundaria fue un convento de monjas.
A partir de 1957 alberga la Secundaria Diurna 29.

## Cultura

### Arquitectura
Templo de San Agustín de las Cuevas
La primera edificación parroquial fue una pequeña iglesia cuya construcción se inició alrededor de 1532, hoy en día es la Capilla del Rosario que está situado al lado Sur del Altar Mayor de la parroquia. Un siglo después, entre 1637 y 1647, el actual templo se construyó por los Frailes Franciscanos en el lugar donde habría estado el Hospicio de los Frailes Dominicos. Es una construcción con fachada del siglo XVII, que ya ha sido restaurada en varias ocasiones; actualmente cuenta con un Bautisterio, una Capilla dedicada a la Virgen del Rosario, parte de lo que fue el Convento y su atrio. Hoy en día es la casa que alberga a San Agustín de las Cuevas, santo patrono de Tlalpan que es festejado cada 28 de agosto por la comunidad tlalpense.
Capilla de las Capuchinas Sacramentarias
La capilla fue diseñada, financiada y ejecutada por el arquitecto mexicano Luis Barragán de 1954 a 1960 como un regalo personal a la comunidad de religiosas.
El coro de la capilla, que mira hacia el cuerpo a doble altura de la capilla a través de una celosía de mampostería, ilumina el interior del espacio de la capilla, proyectando, sobre todo durante las mañanas, una luz brillante hacia el punto focal del altar, donde se localiza un retablo dorado de tres piezas diseñado por Mathias Goeritz.
La capilla que Barragán edificó para las monjas de la orden de las Capuchinas Sacramentarias representa uno de los logros más importantes de su obra. Su permanente inquietud religiosa, su inclinación por lo místico y su gusto por la austeridad de los conventos de la época colonial se funden en esta obra dando un resultado extraordinario.
Se trataba de reutilizar el viejo inmueble en el que la capilla sería el único elemento nuevo. A base de juegos de luz y de color , esa nueva capilla queda envuelta en un halo de oros, naranjas y amarillos que producen un ambiente de gran elevación.

### Museos y centros culturales
En el centro histórico de Tlalpan, se encuentran los siguientes recintos culturales:
- Biblioteca Central Luis Cabrera.
- Casa de la Cultura de la Universidad Autónoma del Estado de México.
- Centro Cultural y Social Hidalguense.
- Museo de Historia de Tlalpan.Edificio conocido como La Casona construido en el año de 1874 y que desde 1986 es considerado monumento histórico por el Instituto Nacional de Antropología e Historia.
- Instituto Javier Barros Sierra (Casa Frissac).Ubicada en la plaza de la Constitución, esquina Moneda “Se dice que perteneció a la familia Frissac y posteriormente a la familia del expresidente Adolfo López Mateos, donde habitaron su viuda Eva Zamano y su hija Eva, posteriormente aquí se ubico la escuela Lancaster. De acuerdo a la voz del pueblo este inmueble se relaciona con Jesús Arriaga, mejor conocido como "Chucho el Roto", famoso ladrón que robaba a los ricos para ayudar a los pobres y que fuera capturado en 1873. Aunque en realidad esta casa fue construida por don Jesús Pliego, rico hacendado y presidente del Ayuntamiento de Tlalpan en el año de 1900” Fuente "la provincia en la ciudad"

## Curiosidades
El llamado "Caldo Tlalpeño" es originario de la ciudad de Tlalpan, según la tradición su origen se remonta a una noche en que luego de jugar a los gallos y tomar bebidas alcohólicas el entonces cacique mexicano Antonio López de Santa Anna regresó a su casa en Tlalpan y pidió alguna comida a su cocinera que le ayudara a salvar los efectos de la embriaguez, está al no tener algo preparado agregó a un caldo de pollo, pedazos de carne de pollo deshebrada, garbanzos, zanahorias, ejotes, trozos de aguacate y dados de queso, condimentado con ajo, cebolla, epazote, chile chipotle y gotas de limón, la mezcla resultó sabrosa y desde entonces (primera mitad del siglo XIX) se volvió un clásico de la cocina mexicana.

## Galería

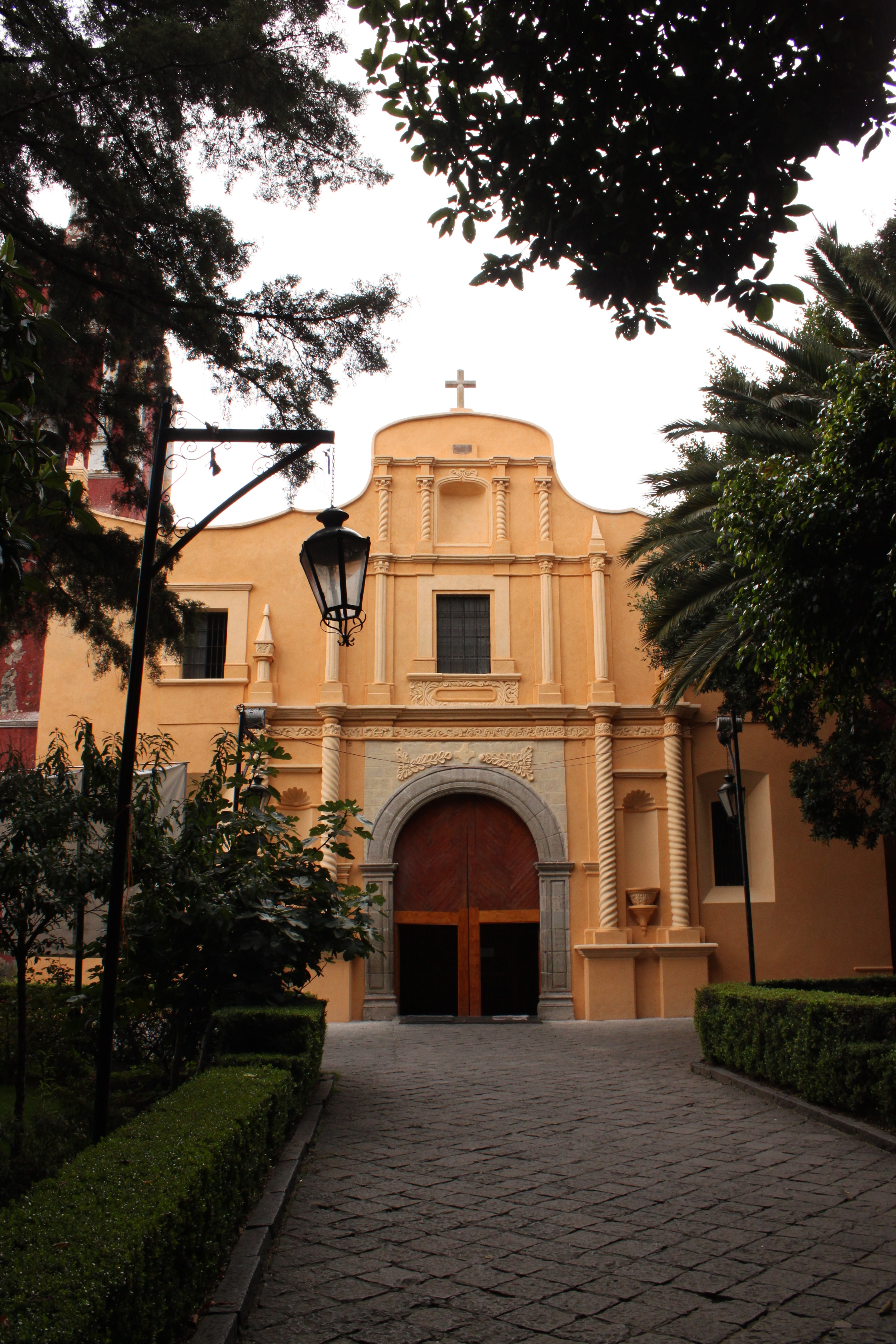
Parroquia de San Agustín
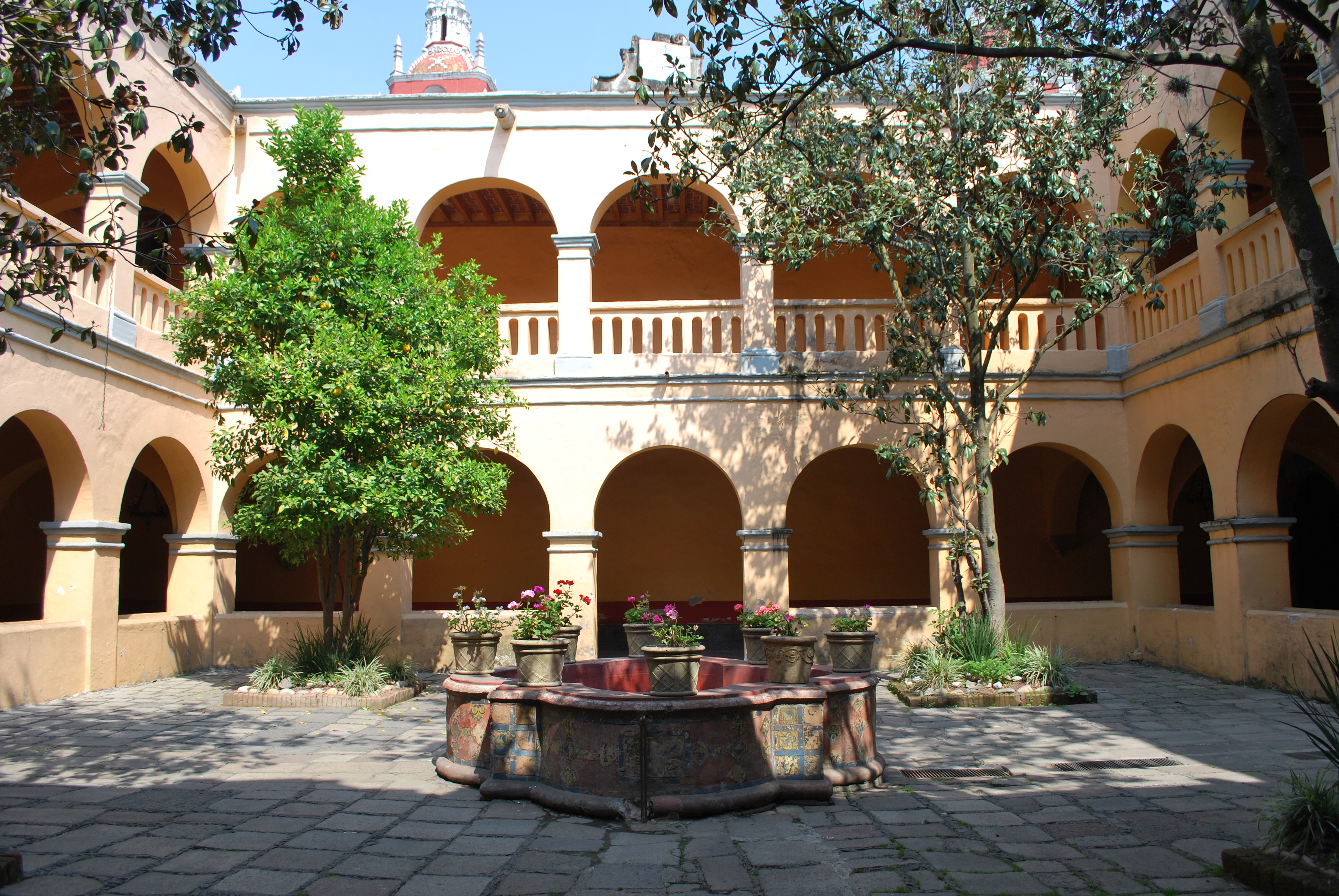
Claustro del convento de San Agustín
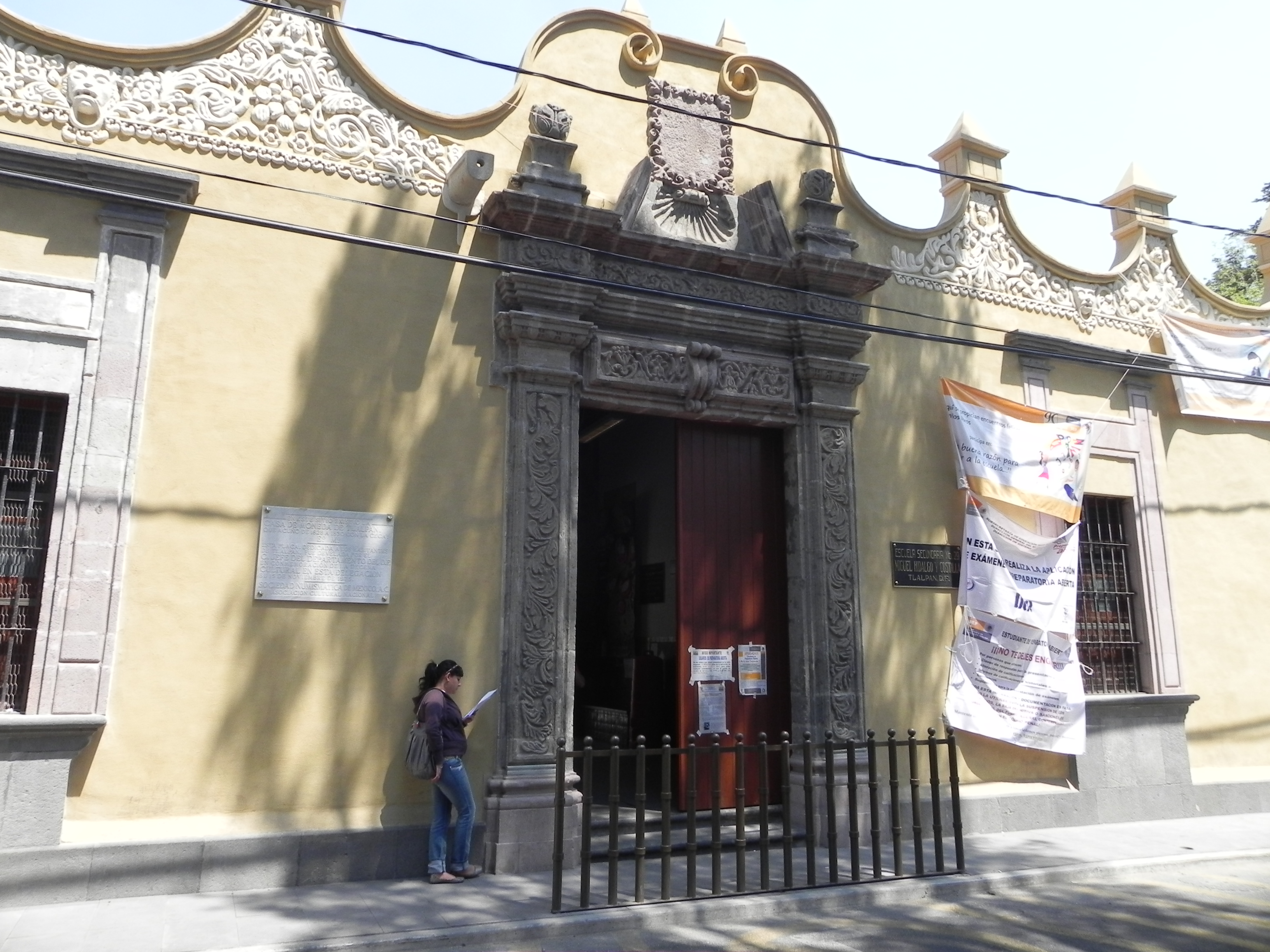
Antigua casa de Moneda
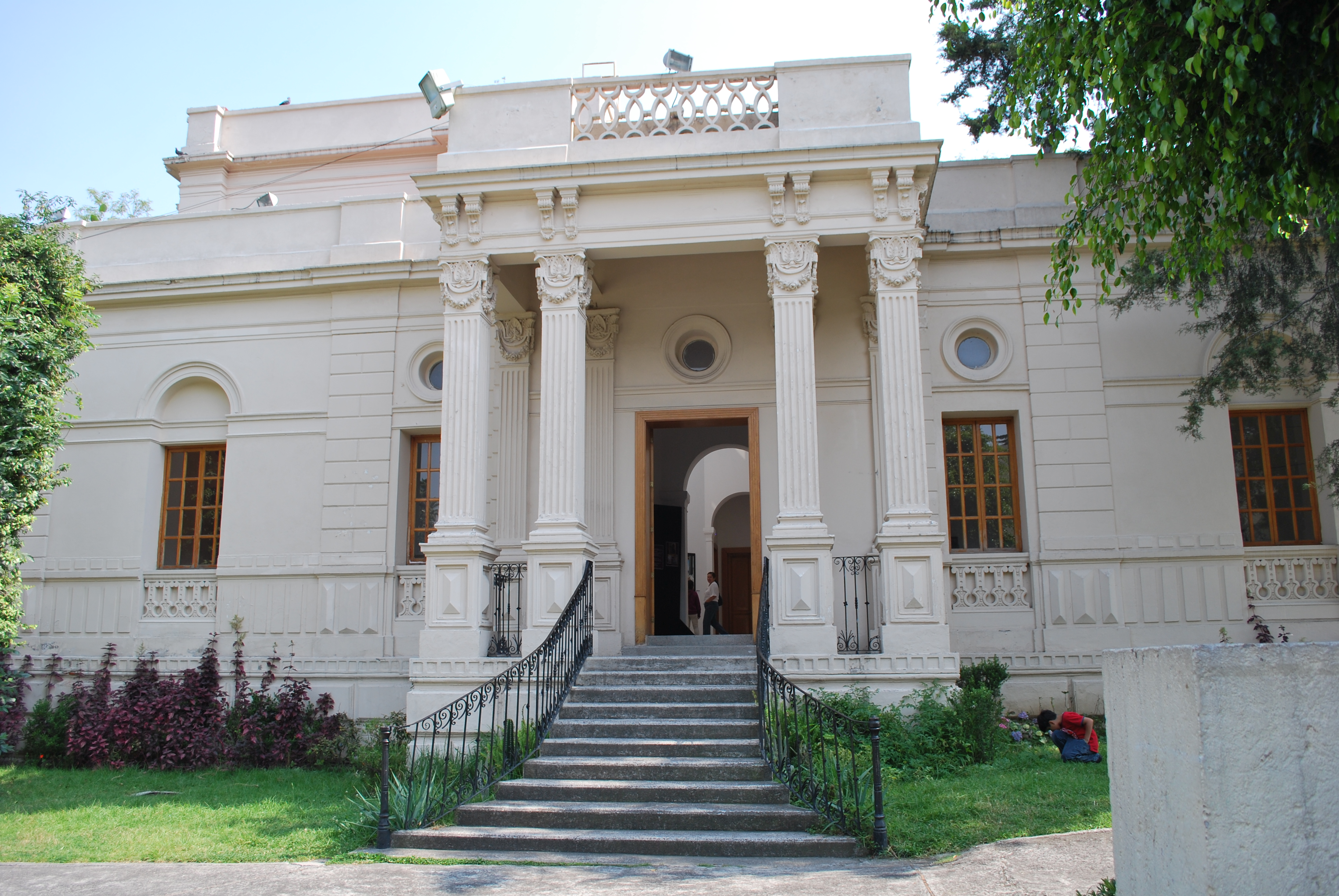
Casa Frissac
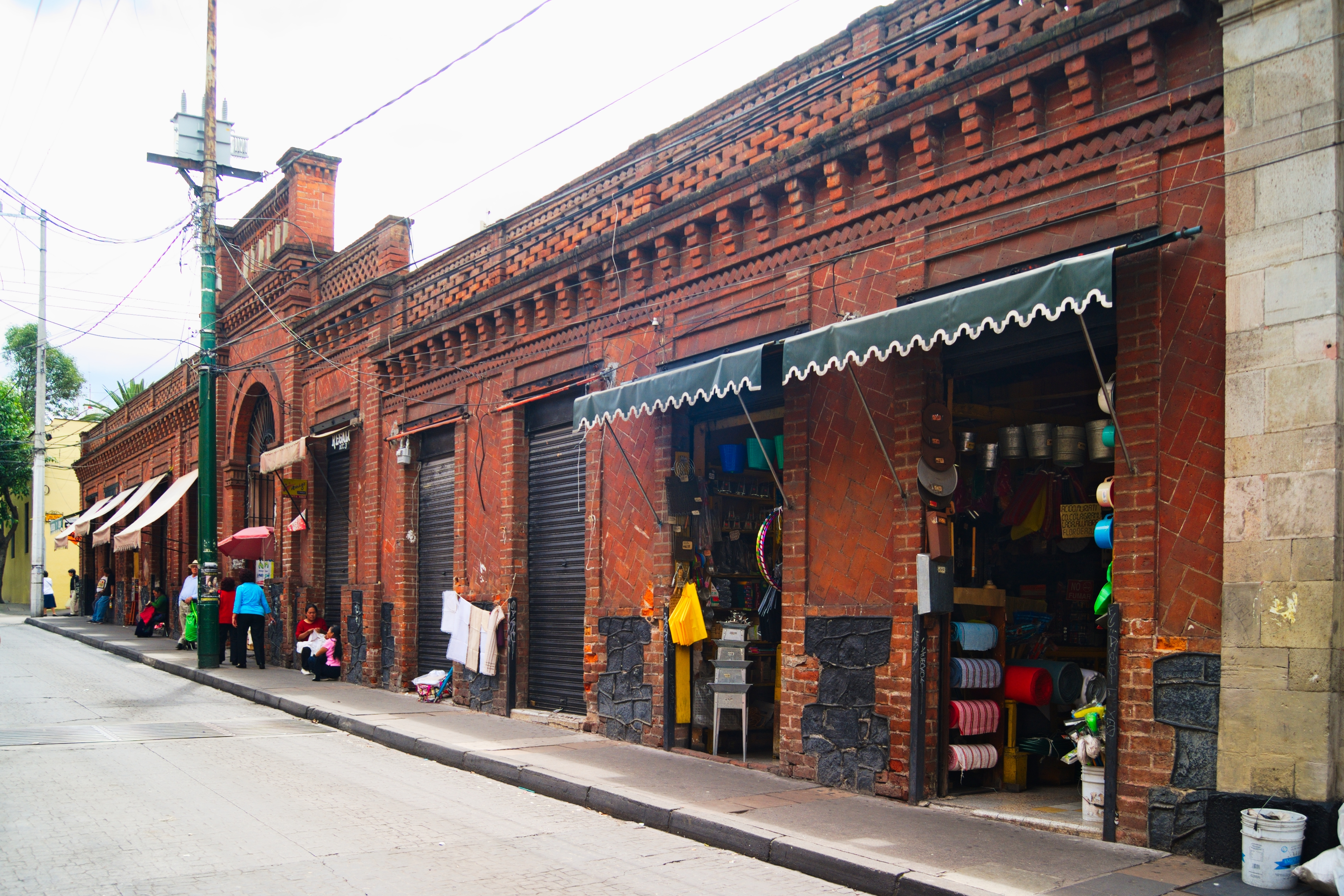
Mercado de la Paz
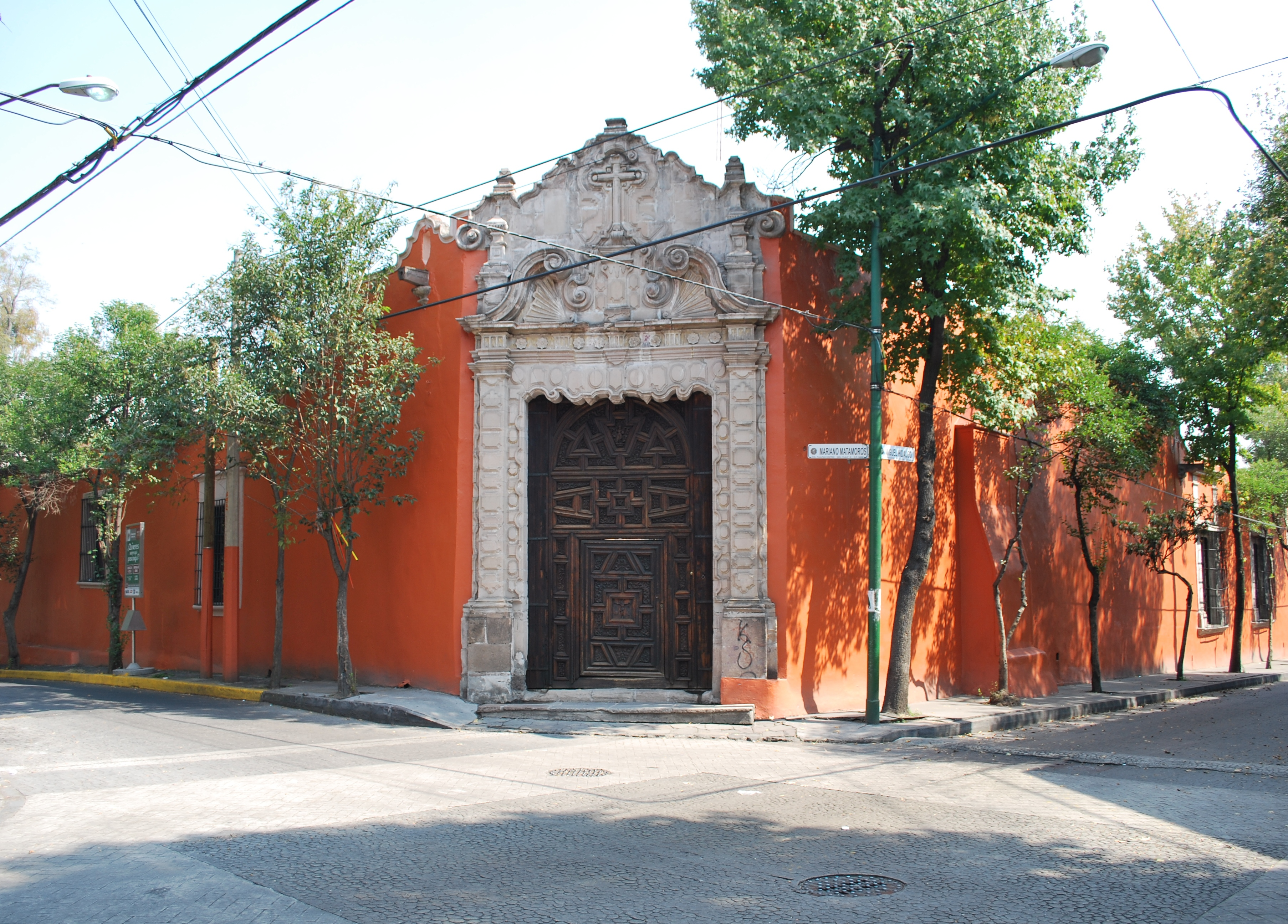
Casa Chata
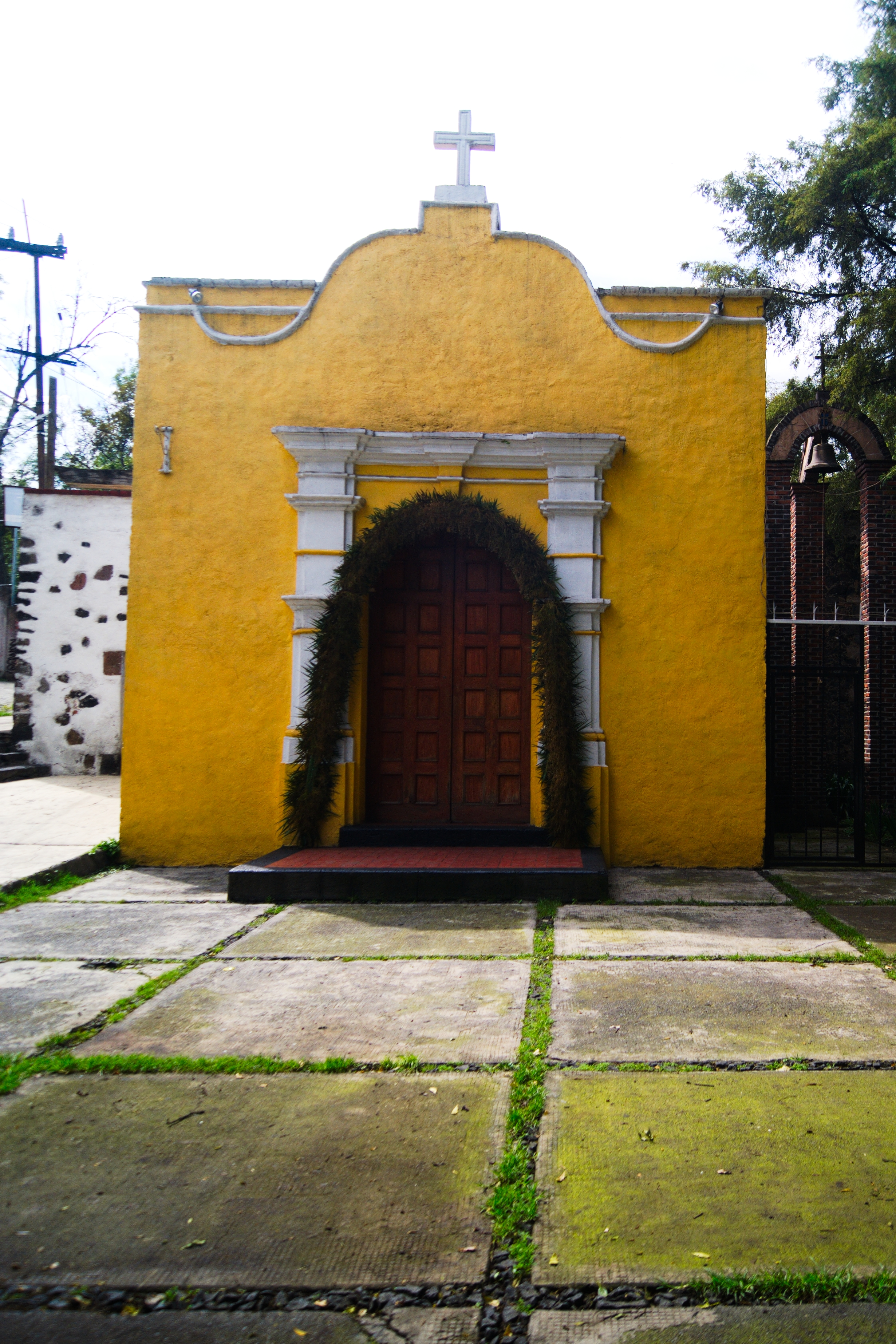
Capilla del Calvario
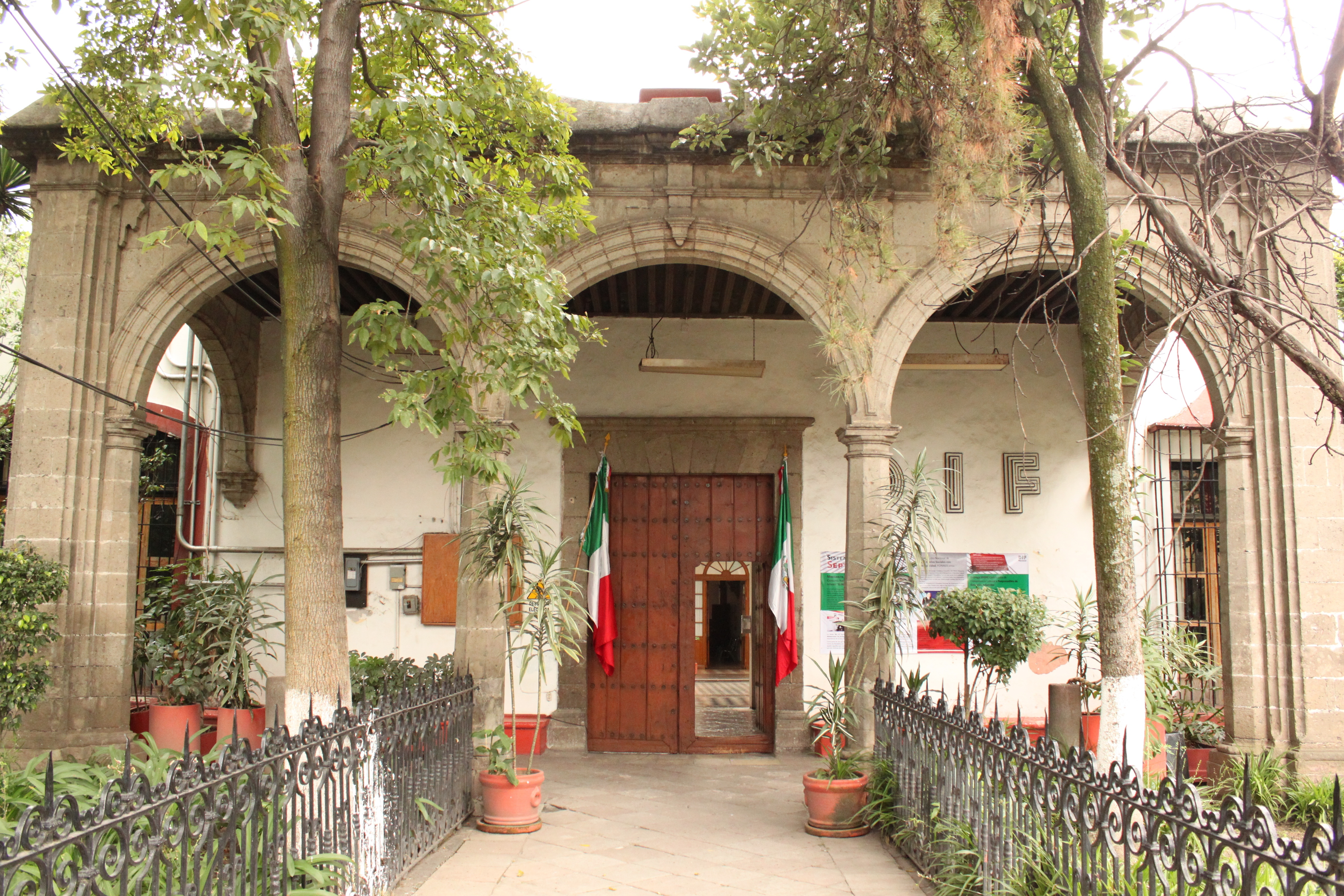
Casa del Conde de Regla
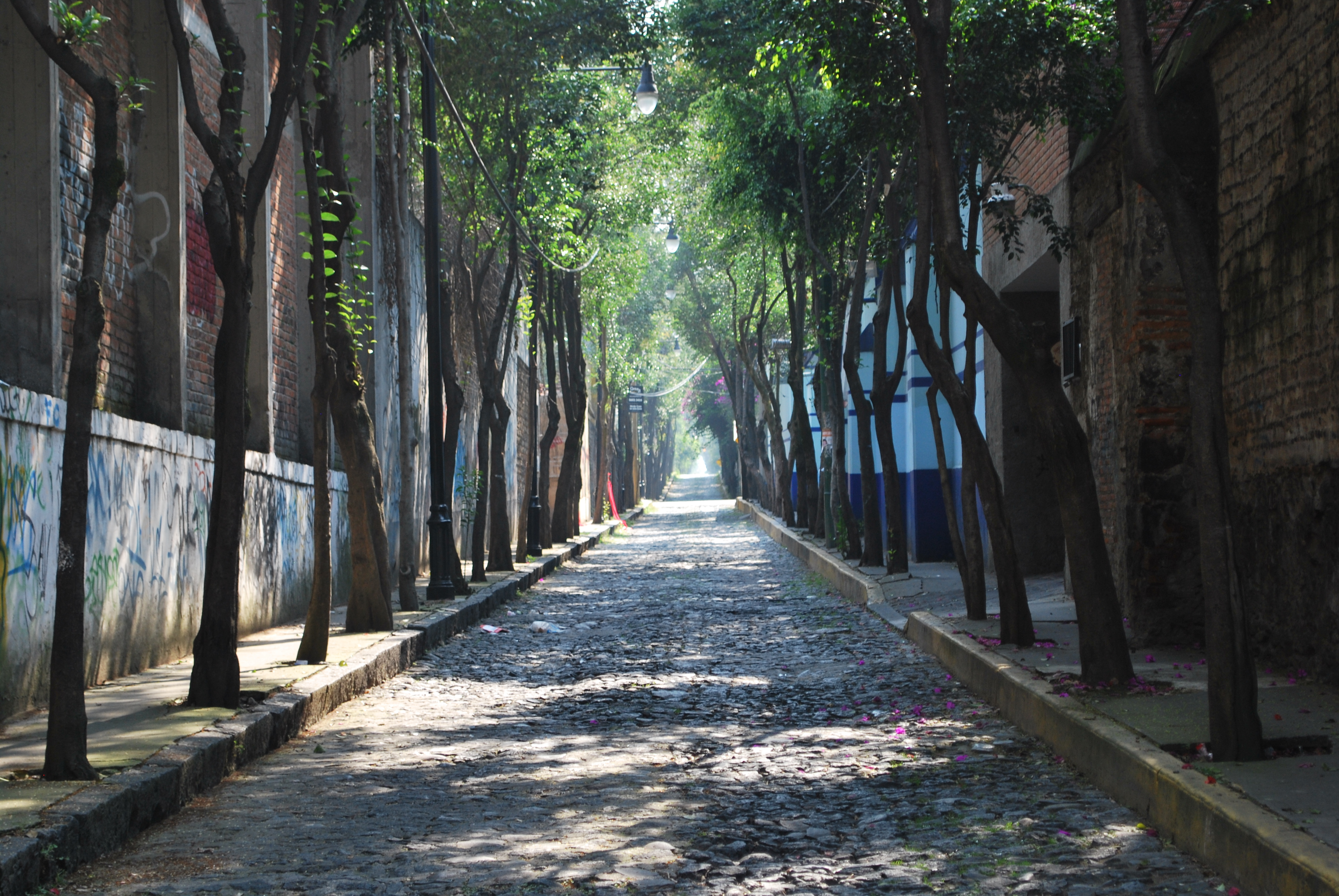
Calle Magisterio Nacional
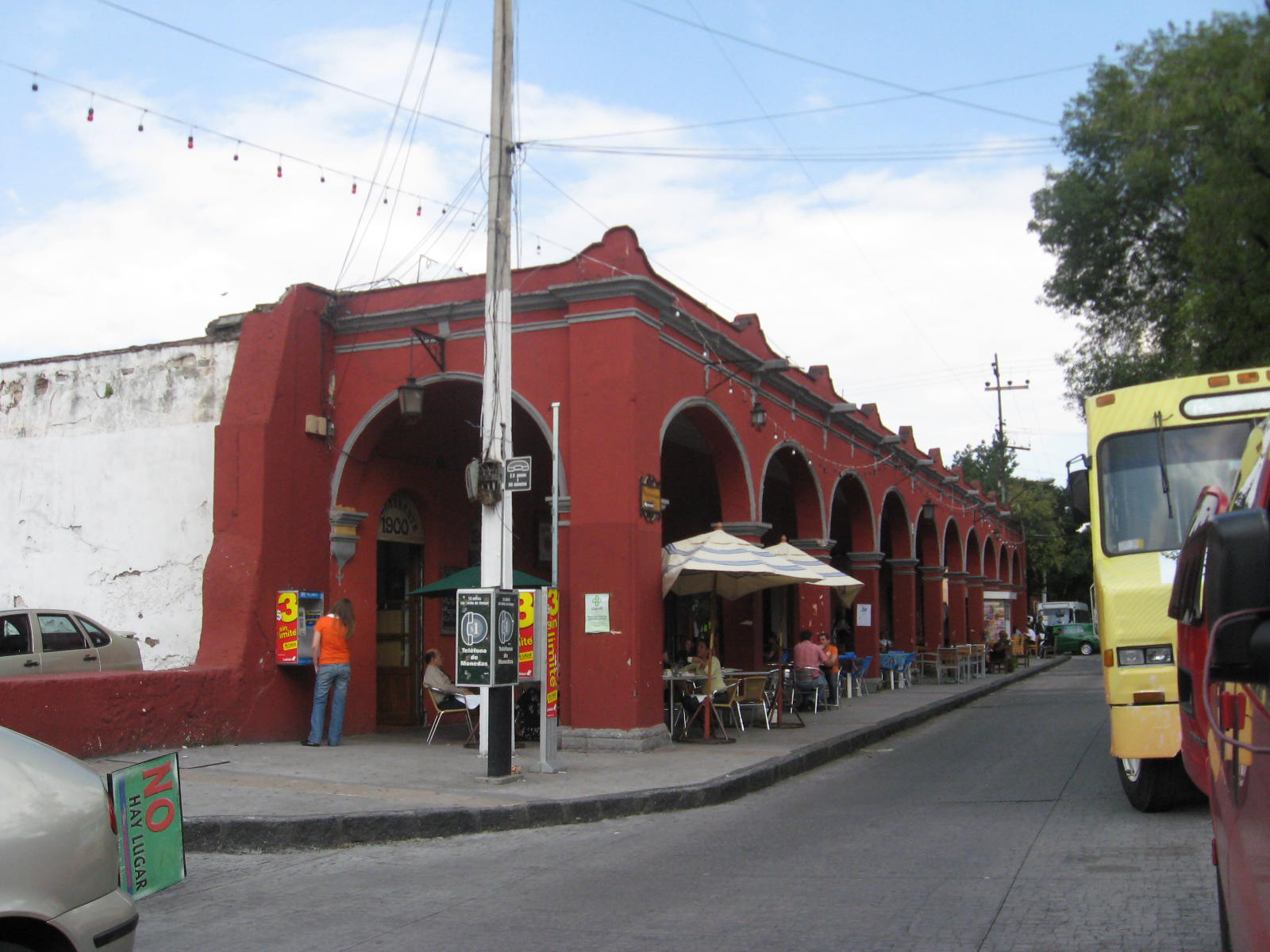
Los portales